# Gajusz Leliusz Sapiens
Gaius Laelius Sapiens – rzymski polityk i wódz żyjący w II wieku p.n.e. Syn Gajusza Leliusza, konsula z 190 p.n.e. 
Przyjaciel Scypiona Afrykańskiego Młodszego, podobnie jak on był przeciwnikiem Grakchów. Leliusz brał udział w zdobyciu Kartaginy w 146 p.n.e. W 140 p.n.e. piastował urząd konsula. Swój przydomek sapiens (łac. „mądry”) zyskał z powodu swojego wszechstronnego wykształcenia oraz zdolności retorycznych, był też propagatorem kultury greckiej w Rzymie.